# Abgeordnetenhauswahl in Tschechien 1996
- KSČM: 22
- ČSSD: 61
- KDU: 18
- ODA: 13
- ODS: 68
- SPR: 18

Die Abgeordnetenhauswahl in Tschechien 1996 zum Abgeordnetenhaus fand am 31. Mai und 1. Juni 1996 statt. Es war die erste Parlamentswahl in der 1993 gegründeten Tschechischen Republik. Im selben Jahr wurde auch der Senat gewählt.

## Wahl
Das Abgeordnetenhaus wurde nach dem Verhältniswahlverfahren gewählt. Es gab eine Sperrklausel von 5 %. Die Legislaturperiode betrug 4 Jahre.

## Wahlergebnis

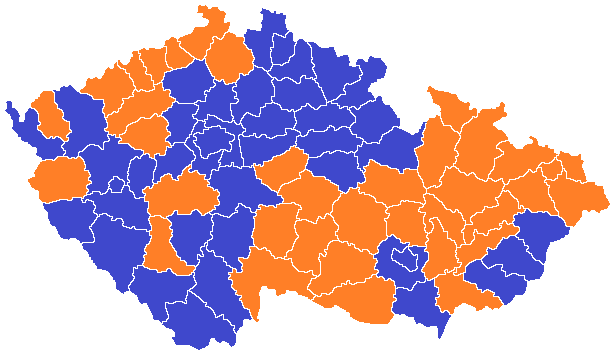
Stärkste Partei nach Wahlkreis (blau: ODS, orange: ČSSD)

Die konservative Demokratische Bürgerpartei (ODS) gewann die Wahl mit leichtem Vorsprung vor der Tschechischen Sozialdemokratischen Partei (ČSSD), welche mit 26,44 % der abgegebenen Stimmen das zweitbeste Ergebnis eingefahren hatte. Die Kommunistische Partei Böhmens und Mährens (KSČM) erhielt 10,33 % und war somit als drittstärkste Partei vertreten. Des Weiteren zogen die Christdemokratische Volkspartei (KDU-ČSL) mit 8,08 %, die Republikanische Partei (SPR-RSČ) mit 8,00 % und die liberal-konservative Demokratische Bürgerallianz (ODA) mit 6,36 % ins Parlament ein.
| Partei                                  | Partei                                                                                    | Stimmen   | Stimmen | Stimmen | Sitze  | Sitze |
| Partei                                  | Partei                                                                                    | Anzahl    | %       | +/−     | Anzahl | +/−   |
| --------------------------------------- | ----------------------------------------------------------------------------------------- | --------- | ------- | ------- | ------ | ----- |
|                                         | Demokratische Bürgerpartei (ODS)                                                          | 1.794.560 | 29,62   | −0,11   | 68     | —     |
|                                         | Tschechische Sozialdemokratische Partei (ČSSD)                                            | 1.602.250 | 26,44   | +19,91  | 61     | +45   |
|                                         | Kommunistische Partei Böhmens und Mährens (KSČM)                                          | 626.136   | 10,33   | −3,72   | 22     | −13   |
|                                         | Christliche und Demokratische Union – Tschechoslowakische Volkspartei (KDU-ČSL)           | 489.349   | 8,08    | +1,80   | 18     | +3    |
|                                         | Koalition für die Republik – Republikanische Partei der Tschechoslowakei (SPR-RSČ)        | 485.072   | 8,01    | +2,03   | 18     | +4    |
|                                         | Demokratische Bürgerallianz (ODA)                                                         | 385.369   | 6,36    | +0,43   | 13     | −1    |
|                                         | Rentner für Lebenssicherheiten (DŽJ)                                                      | 187.455   | 3,09    | −0,68   | —      | —     |
|                                         | Demokratische Union (DEU)                                                                 | 169.796   | 2,80    | Neu     | —      | Neu   |
|                                         | Freie Demokraten – Liberal-volkssoziale Partei (SD-LSNS)                                  | 124.165   | 2,05    | −9,06   | —      | −16   |
|                                         | Linker Block (LB)                                                                         | 85.122    | 1,40    | Neu     | —      | Neu   |
|                                         | Unabhängig (NEZ)                                                                          | 30.125    | 0,50    | Neu     | —      | Neu   |
|                                         | Böhmisch-Mährische Union Mittwoch (ČMUS)                                                  | 27.490    | 0,45    | Neu     | —      | Neu   |
|                                         | Bewegung der Autonomen Mähren und Schlesier – Mährische Nationale Vereinigung (HSMS-MNSj) | 25.198    | 0,42    | −5,45   | —      | −14   |
|                                         | Mährische Nationalpartei                                                                  | 16.580    | 0,27    | Neu     | —      | Neu   |
|                                         | Partei der Demokratischen Linken (SDL)                                                    | 7.740     | 0,13    | Neu     | —      | Neu   |
|                                         | Tschechische Rechte (ČP)                                                                  | 2.808     | 0,05    | Neu     | —      | Neu   |
| Gesamt                                  | Gesamt                                                                                    | 6.059.215 | 100,00  |         | 200    |       |
| Gültige Stimmen                         | Gültige Stimmen                                                                           | 6.059.215 | 99,39   | +15,75  |        |       |
| Ungültige Stimmen                       | Ungültige Stimmen                                                                         | 37.189    | 0,61    | −15,75  |        |       |
| Wahlbeteiligung                         | Wahlbeteiligung                                                                           | 6.096.404 | 76,41   | −8,56   |        |       |
| Nichtwähler                             | Nichtwähler                                                                               | 1.894.366 | 23,59   | +8,56   |        |       |
| Wahlberechtigte                         | Wahlberechtigte                                                                           | 7.990.770 |         |         |        |       |
| Quelle: Tschechisches Statistisches Amt |                                                                                           |           |         |         |        |       |